# L'uomo in nero (poesia)
L'uomo in nero (The Dark Man) è una poesia horror scritta da Stephen King.
Fu pubblicato per la prima volta su Ubris nel 1969 e servì all'autore come genesi per il personaggio di Randall Flagg. Un'edizione con le illustrazioni di Glenn Chadbourne è stata pubblicata negli USA il 30 luglio 2013 dalla casa editrice Cemetery Dance Publications e in Italia il 14 novembre 2023 da Sperling & Kupfer.
La poesia appare anche nel saggio di King Five to One, One in Five come descritto nel libro Hearts in Suspension del 2016.

## Dedica
In ricordo di Carroll F. Terrell, studioso e amico.

## Trama
La poesia segue le vicende di un "uomo in nero" senza nome che viaggia su dei binari osservando tutto ciò che lo circonda. La poesia prende una svolta sinistra quando il narratore confessa lo stupro di una ragazza.

## Genesi dell'opera
King ha iniziato a pensare alla poesia mentre era al college, dopo aver avuto la visione di un uomo senza volto in jeans e stivali da cowboy che cammina senza fermarsi mai. Da questa immagine, anni dopo, è nato Randall Flagg, uno dei suoi personaggi più malvagi apparso come antagonista de L'ombra dello scorpione e la serie della Torre Nera. Fu pubblicata su Ubris nel 1969, nel 1970 su Moth e nel 2004 Cemetery Dance la ristampò all'interno di The Devil's Wine, una raccolta di poesie. Cinquant'anni dopo la prima stesura della poesia, Glenn Chadbourne fa una serie di illustrazioni in una edizione uscita nel 2013.
A proposito della genesi dell'opera Stephen King dice:

## Edizioni
- Stephen King, L'uomo in nero, traduzione di Luca Briasco, Sperling & Kupfer, 2023,  p. 96, ISBN 978-88-200-7556-9.